# 圆柱广场

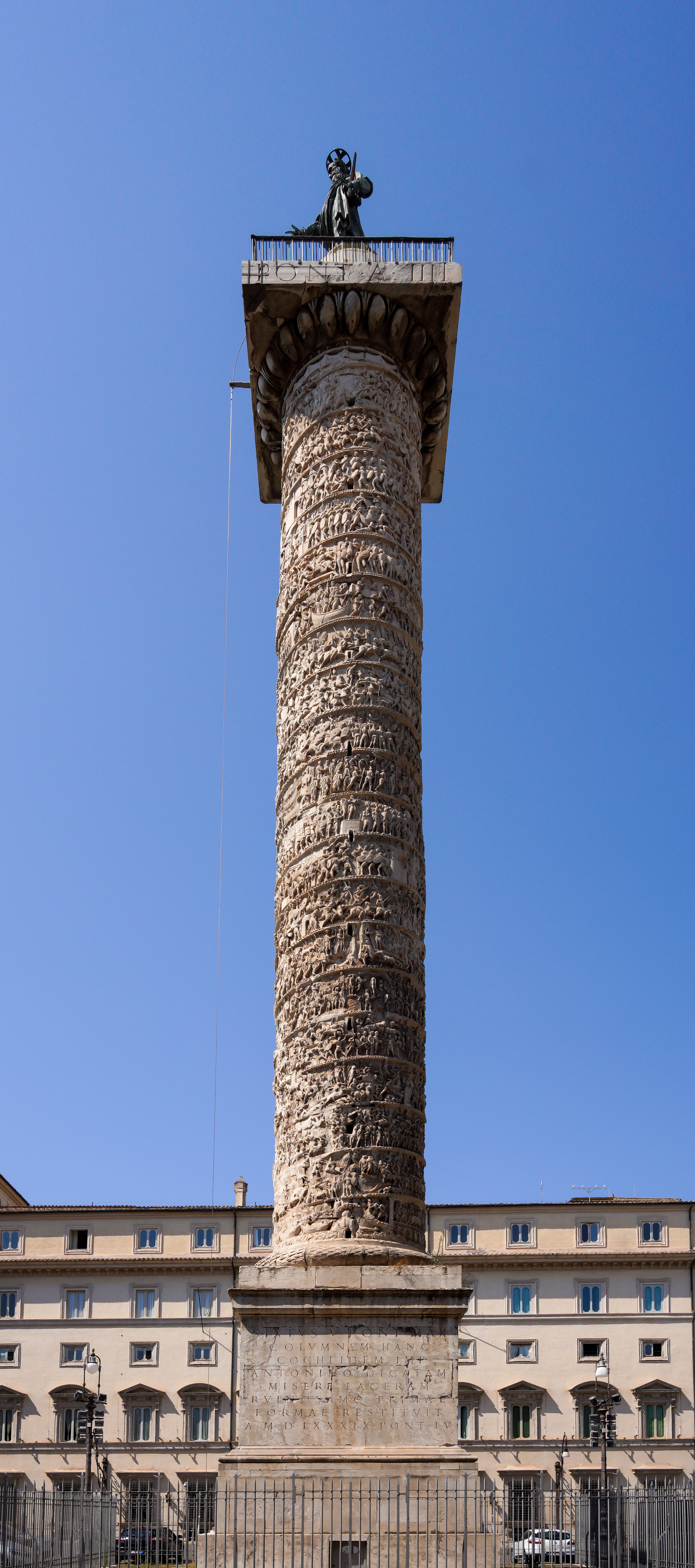
奥列里乌斯圆柱和左侧的基吉宫

圆柱广场（義大利語：Piazza Colonna）是意大利罗马古城中心的一个广场，得名于自公元193年就立在此处的大理石奥列里乌斯圆柱。1589年，教宗西克斯圖斯五世下令将保罗的铜像安放在圆柱顶部。南北走向的科尔索路穿过广场的东侧。
广场呈矩形。北侧是基吉宫，曾经是奥匈帝国的大使馆，现在是意大利政府所在地。其西侧是阿尔贝托·索尔迪拱廊街。其南侧是 Ferraioli宫的侧面，曾经是教宗的邮局，和圣巴尔多禄茂及亚历山大堂。其东侧是带有柱廊的魏德金宫。